# バイナリィ・ポット
『バイナリィ・ポット』 (Binary pot) は、2002年2月22日にオーガストより発売されたアダルトゲームである。

## 概要
オーガストのデビュー作で、「ネットカフェウェイトレスADV」との名を冠する。初回版のロットアップ以降、長らく追加生産が行われず、入手困難な状況が続いていたが、後発の『Princess Holiday 〜転がるりんご亭千夜一夜〜』、『月は東に日は西に 〜Operation Sanctuary〜』のヒットにより獲得した新たなファン層からの強い希望に応え、2004年3月26日にバグフィックス（バグの修正）と対応OSを追加した通常版が発売された。また、同年8月27日にはこの両作品も含めた3作品のファンディスク『オーガストファンBOX』が発売されている。
現在のオーガストが持つブランドイメージとは異なる、陵辱や触手といった内容が含まれている。そのため、『Princess Holiday 〜転がるりんご亭千夜一夜〜』以降にファンになった人がプレイすると、ショックを受けることがある。
原画は後のオーガスト作品全てと同じく、べっかんこうが担当している。

## ストーリー
主人公・芦原洋一はネットカフェ「バイナリィ・ポット」を経営する一方で、感覚変換システムを用いた接続者100万人越えの巨大オンラインゲーム『ワールド』で「アキ」と名乗り、ハンターとして活躍していた。洋一は、バイナリィポットで働くウェイトレスやワールドでのギルドメンバーと共に、現実世界や『ワールド』で起こる様々な事件に関わっていくことになる。

## 登場キャラクター
芦原 洋一（あしわら よういち）
声：なし
主人公。両親が洋一に店を押しつけて南の島で暮らしているため、「バイナリィ・ポット」の店長を務めている。夜はワールド内にいることが多いため、いつも朝寝坊をしては優希に起こされている。
ワールド内での名前は「アキ」。クリミナルハンター（ハンター）として活躍している。
羽根井 優希（はねい ゆき）
声：鳥居花音
誕生日：3月31日。血液型：A型。星座：おひつじ座。身長：162.0cm。3サイズ：82(C)/58/83。
洋一の幼馴染で従妹。制服は気に入っていないが、洋一の境遇を気遣って2年以上バイナリィ・ポットでアルバイト中。洋一のことを「よーいち」と呼び、何かと世話を焼いている。コーヒーを淹れることが得意だが、それ以外の仕事もそつなくこなす。店で供されるコーヒーのブレンドを考案しているのも彼女で、それが店の売りの1つとなっている。ネットカフェでアルバイト中にもかかわらず、機械の操作は苦手。
周囲には秘密にしているが、実は洋一とほぼ同時期にワールドへ入っており、彼を陰から支えていた。ワールド内での名前は「マサト」。
後の作品『Princess Holiday 〜転がるりんご亭千夜一夜〜』のビジュアルファンブック付属ドラマCDでは、担当声優の鳥居が同作でもメインヒロインを演じている縁でゲスト出演している。
発売後の人気投票では第1位。オーガストのメインヒロインで1位を取ったのは、優希と『夜明け前より瑠璃色な』のフィーナだけである。
諏訪 奈都子（すわ なつこ）
声：日向裕羅
誕生日：10月16日。血液型：A型。星座：てんびん座。身長：153.6cm。3サイズ：75(A)/53/73。
洋一が通っていた学園の後輩。2ヶ月ほど前からバイナリィ・ポットでバイトをしている。真面目な性格だが、内気な面があり、本人もそれを直したいと思っている。料理が得意で、その腕は2年以上も仕事をしている優希ですら敵わないと言うほど。店で供されるケーキは彼女が考案したものが多く、ほぼ定期的にスタッフ内で新作の試食会が行われている。愛称は「なっちゃん」、ワールド内での名前は「ナツコ」。
発売後の人気投票では第2位。
川中島 里美（かわなかじま さとみ）
声：春野日和（『オーガストファンBOX』では上下容子）
誕生日：7月23日。血液型：B型。星座：しし座。身長：158.2cm。3サイズ：78(B)/56/78。
洋一が通っていた学園の後輩で、奈都子の親友。弓道部所属。奈都子に誘われ、アルバイトのメンバーに加わる。性格は明るく勝気で、接客全般が得意。機械に対する知識もあり、ワールドにも参加している。なお、超甘党であるため、作られた料理は十中八九甘さが強烈なものになる。愛称は「さっちゃん」、ワールド内での名前は「サトミ」。
発売後の人気投票では第4位。
吉野 佳澄（よしの かすみ）
声：小鳥田麗子
誕生日：12月5日。血液型：O型。星座：いて座。身長：168.1cm。3サイズ：86(D)/59/85。
洋一が両親に店の経営を押し付けられる以前から働いているベテラン。スタッフのリーダーであり、新人教育を主に担当するほか、経理や事務なども受け持つ。また、パソコンに対する知識もスタッフの中で1番。暗い所が苦手。
ワールド内での名前は「ミキ」。ワールドに参加していることは周囲にも知られているが、名前は明かしていない。
発売後の人気投票では第5位。
小津 千歳（おづ ちとせ）
声：上下容子
誕生日：1月17日。血液型：AB型。星座：やぎ座。身長：149.0cm。3サイズ：69(AA)/51/70。
店の常連。無口で不思議な少女。いつもカフェオレを角砂糖6個入りで飲む。どこかのお嬢様のようだが、詳しいことは不明。機械に関する知識は佳澄以上。
ワールド内での名前は「カーマイン」であるが、正体が自分であることは隠している。
発売後の人気投票では第3位。
ミリィ声：春日アン
誕生日：4月7日。星座：おひつじ座。身長：142.0cm。3サイズ：67(AA)/51/69。
「ワールド」内に登場する「キャスト」と呼ばれるNPC。洋一のサポートキャラクターで、自我のようなものを持っており、洋一を無邪気に慕ってくる。
誕生日は公式サイトでのキャラクター紹介にも『オーガストファンBOX』にも掲載されていないが、オーガスト・ARIAの携帯用サイト『Mobile-ARIA』の『今日は何の日?』から調べることができる。
発売後の人気投票では第6位。
オヤジ
声：なし（『オーガストファンBOX』では鳴海志朗）
ワールド内にある酒場のオヤジ。本名や経歴は不明。ワールド内でならず者を捕まえるハンターギルドの元締めであり、洋一やカーマインたちハンターに仕事を斡旋している。
創作料理が趣味で、特にお気に入りのアボカドを使用した料理は洋一たちを落ち込ませている。しかし、普通の料理は絶品である。特技は人の不意を付くこと。
実はマザーコンピュータKreuz（クロイツ）が空き容量から作り上げた実験用のキャストで、そのために他のキャストには必ずあるはずの識別用の額のマークが無い。
ミキ
声：小鳥田麗子
身長：165cm。3サイズ：85(D)/58/85。
佳澄がワールド内に入ったときの名前。佳澄とは異なり、青い髪をしており、眼鏡もかけていない。性格もかなり厳しい。
ワールド内の治安を管理する「デバッグ室」に所属するフリーのデバッガー（エナジーワークス社の社員ではない）。そのため、ハンターギルドの面々とは反目している。
カーマイン
声：上下容子
身長：159cm。3サイズ：75(AA)/54/75。
千歳がワールド内に入ったときの名前。ウェーブが掛かった赤い髪が特徴の、大人っぽい雰囲気を漂わせている。言いたいことは言う性格。
一匹狼のハンターであり、違法すれすれの活動をしているため、「デバッグ室」の面々とは仲が悪い。
マサト
声：なし（『オーガストファンBOX』では高橋広樹）
優希がワールド内に入ったときの名前。眼鏡をかけ、温厚な性格の男性。ハンター同士の諍いを仲裁したり窘めたりするなど、ハンターギルド内の潤滑油的存在。
常にアキのパートナーを務めている。アキが洋一であることは知っているが、自分が優希であることは周囲に隠している。
社長（しゃちょう）
声：なし
「ワールド」を開発・運営するエナジーワークス社の社長。優希の父親で洋一の叔父にあたる。
普段は副社長が表に出ることが多く、社長自身はあまり表には出ていない。
Kreuz（クロイツ）
ワールドを構成しているマザーコンピューター。リセットコマンドは「天に星、地に花、人に愛」。

## スタッフ
- 企画・脚本：榊原拓
- 原画：べっかんこう
- CG統括：里見藤久
- 背景：薄消し阿舎利
- HP/ユーザーサポート：よもぎ
- 制作統括：るね
- 音楽：耶律鴬牙

## 主題歌
オープニングテーマ『First Avenue』
エンディングテーマ『Colors of lnfinity』
ボーカルは2曲ともmasaが担当。

## 関連商品

### 書籍
『バイナリィ・ポット』
原作：オーガスト / 著者：岡田留奈 / 原画：べっかんこう / 刊行：ハーヴェスト出版 / 発売日：2002年8月1日 / ISBN 4-434-02166-4
18禁。

### カードゲーム
Lycee
シルバーブリッツのトレーディングカードゲーム、Lyceeに参戦している。収録エキスパンションは、AUGUST1.0など。